# Jardin anglo-chinois
Jardin anglo-chinois (franz., dt. englisch-chinesischer Garten, franz. auch im Plural Les Jardins Anglo-Sinois) bezeichnet eine bestimmte Gartenform, bei der geometrische und landschaftliche Gartengestaltung im Boskett vereint wurde. Der Jardin anglo-chinois war ein in der zweiten Hälfte des 18. Jahrhunderts auf dem europäischen Kontinent verbreiteter Gartenstil nach dem Vorbild chinesischer und englischer Gärten.
Die Gartenform entstand, nachdem der Missionar und Franziskaner Matteo Ripa 1724 sechsunddreißig Kupferstiche des kaiserlichen Sommerpalastes in Chengde (unweit von Peking) von seinen Reisen in China mitbrachte.
In Europa wusste man zwar durch die Beschreibungen von Marco Polo von den großen chinesischen Bildern. Die Beschreibungen waren jedoch so vage, dass sie keinen gestaltenden Einfluss auf die Gartenkunst haben konnte. Das änderte sich erst mit den Abbildungen Ripas. Marianne Beuchert führt als Beleg für diesen Einfluss dieser Kupferstiche an, dass man noch heute im Park von Chiswick eine leicht geschwungene Wasserfläche findet, die von einer Brücke überspannt ist. Eine optisch fast gleiche Situation war im Park von Jehol noch bis 1981 zu finden.